# Elena Čausova
Elena Efimovna Čausova (in russo Елена Ефимовна Чаусова?; Mosca, 30 luglio 1957) è un'ex cestista sovietica.
È la figlia di Tamara Moiseeva e la nipote di Aleksandr Moiseev.

## Carriera
Con l'Unione Sovietica ha disputato i Campionati mondiali del 1983 e cinque edizioni dei Campionati europei (1978, 1980, 1981, 1983, 1985).

## Palmarès
- Coppa Ronchetti: 1

CSKA Mosca: 1984-85